# کینگز سامبورن
کینگز سامبورن (به انگلیسی: King's Somborne) یک روستا و محله مدنی در بریتانیا است که در Test Valley واقع شده‌است. کینگز سامبورن ۱٬۷۰۲ نفر جمعیت دارد.